# Walter F. Weiker
Walter Fritz Weiker (geboren als Walter Baer 27. Dezember 1931 in Berlin; gestorben 8. Juni 1997 in Livingston (New Jersey)) war ein US-amerikanischer Politikwissenschaftler.

## Leben
Walter Baer war ein Sohn des Arztes Rudolf Baer und der Hildegard Salomon, er hatte zwei jüngere Brüder. Die Familie floh 1938 aus dem Deutschen Reich in die USA, wo der Vater bald danach starb. Die Mutter heiratete 1941 den Arzt Max Weikersheimer, die Familie änderte 1945 ihren Namen in Weiker. 
Weiker besuchte das Antioch College (B.A.), machte 1958 einen M.A. in international studies an der Johns Hopkins School of Advanced International Studies und wurde 1962 an der 
Princeton University promoviert. Er heiratete 1961 Miriam Bierman, sie hatten zwei Kinder. Weiker arbeitete zunächst an der Brookings Institution in Washington und ging 1962 an die Rutgers University, wo er 35 Jahre Politik und Geschichte lehrte.
Weiker beherrschte die türkische Sprache. Er hielt sich von Dezember 1959 bis April 1961 mit einem Stipendium der Ford Foundation in der Türkei auf, als das Türkische Militär putschte, seine Analyse hierzu veröffentlichte er 1963 in dem Buch The Turkish Revolution, 1960–61: Aspects of Military Politics. Er veröffentlichte weitere Analysen zum Modernisierungsprozess in der Türkei.
Weiker war Mitglied der American Political Science Association, des Middle Eastern Institute, der Middle East Studies Association of North America sowie der Turkish Studies Association und war 1981/82 deren Präsident. Er engagierte sich ehrenamtlich im American Jewish Congress.

## Schriften (Auswahl)

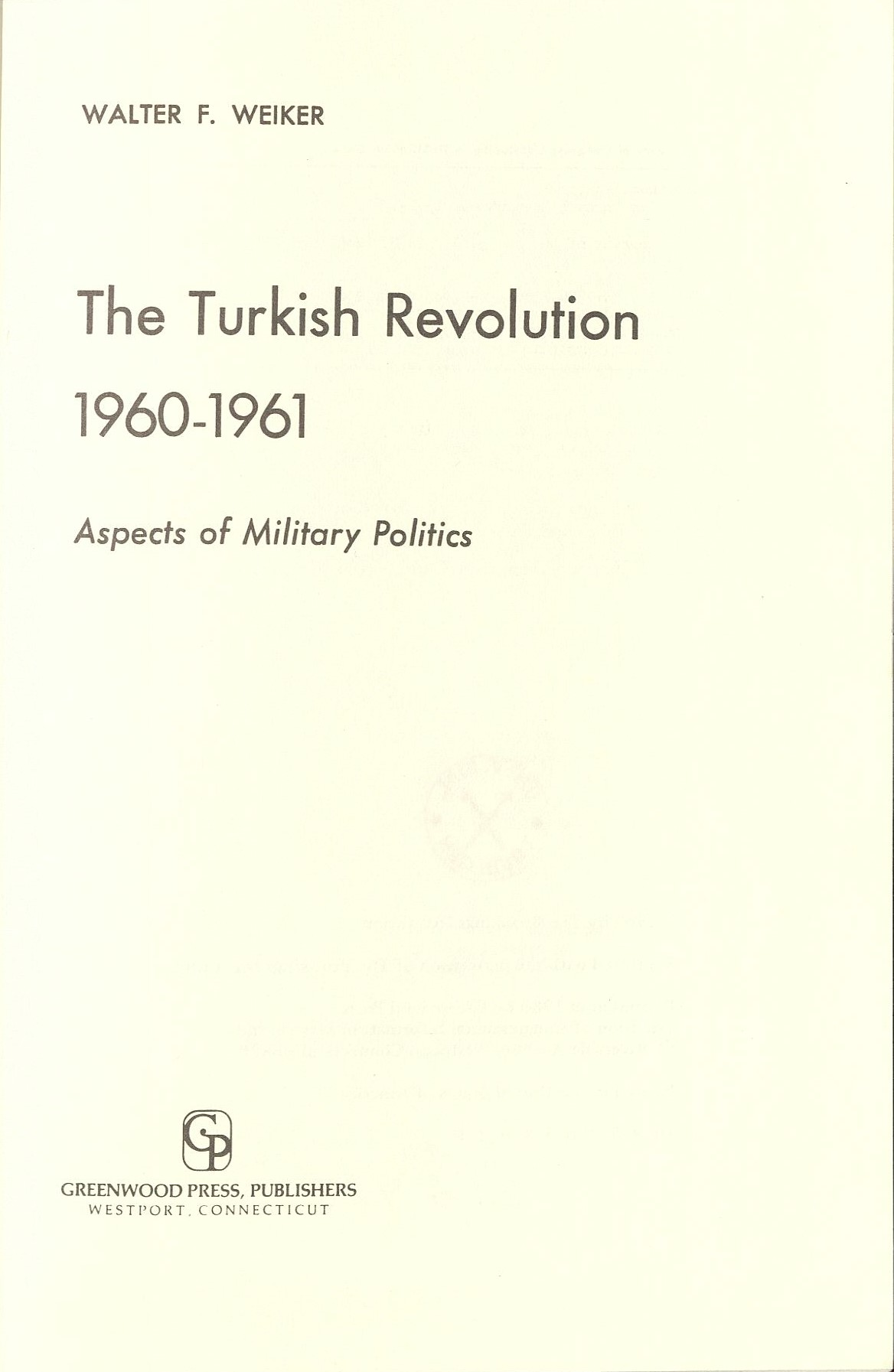
The Turkish Revolution (1963)

- The Free Party of 1930 in Turkey. Diss. Princeton 1962
- The Turkish Revolution, 1960–61: Aspects of Military Politics. Washington D.C. : Brookings, 1963
- Decentralizing government in modernizing nations: growth center potential of Turkish provincial cities. Beverly Hills : Sage Publications, 1972
- Political tutelage and democracy in Turkey : the Free Party and its aftermath. Leiden : Brill, 1973
- The Modernization of Turkey: From Ataturk to the Present Day. New York : Holmes & Meier, 1981
- The Unseen Israelis: The Jews From Turkey in Israel. Lanham : University of America, 1988
- Ottomans, Turks and the Jewish Polity: A History of the Jews in Turkey. University Press of America, 1992